# Зборув (Лодзинське воєводство)
Зборув (пол. Zborów) — село в Польщі, у гміні Відава Ласького повіту Лодзинського воєводства.
Населення — 373 особи (2011).
У 1975-1998 роках село належало до Серадзького воєводства.

## Демографія
Демографічна структура станом на 31 березня 2011 року:
|          | Загалом | Допрацездатний вік | Працездатний вік | Постпрацездатний вік |
| -------- | ------- | ------------------ | ---------------- | -------------------- |
| Чоловіки | 197     | 48                 | 130              | 19                   |
| Жінки    | 176     | 30                 | 83               | 63                   |
| Разом    | 373     | 78                 | 213              | 82                   |